# 內迪克角 (緬因州)
內迪克角（英語：Cape Neddick）是位於美國緬因州約克縣的一個普查規定居民點。

## 人口
根據2020年美國人口普查的數據，內迪克角的面積為10.27平方千米，當中陸地面積為9.66平方千米，而水域面積為0.61平方千米。當地共有人口3037人，而人口密度為每平方千米295.72人。